# Samsung SGH-i900 Omnia
Das Samsung SGH-i900 Omnia (kurz: Samsung Omnia) ist ein Touchscreen-Handy im Barrenformat von Samsung. Es weist Ähnlichkeiten zu dem ebenfalls von Samsung entwickelten Samsung SGH-F480 auf. Unter dem Namen Omnia („Wunsch“ im Arabischen und „alles“ im Lateinischen) steht es aufgrund seiner Eigenschaften und Funktionen in direkter Konkurrenz zum Apple iPhone. Nachfolger ist das Samsung Omnia II.

## Basisdaten
Das Omnia ist ein Smartphone mit Windows Mobile 6.1 als Betriebssystem. Es zählt zu den Konkurrenten des Apple iPhones.
Das Samsung Omnia besitzt einen 3,2″ großen Touchscreen und eine virtuelle QWERTZ-Tastatur mit Vibrations-Feedback. Das WQVGA-Display kann 65.536 Farben darstellen und ist in der Lage, die Anzeige automatisch auf das Querformat umzustellen, wenn das Gerät quergelegt wird. Außerdem ist auf der Rückseite eine Kamera mit 5,0 Megapixeln angebracht, die Bilder mit einer Auflösung von 2560 × 1920 Pixeln und Videos mit einer Auflösung von bis zu 640 × 480 Pixeln aufnehmen kann. Zusätzlich befindet sich an der Vorderseite des Telefons eine kleine QCIF-Kamera für Videotelefonie. Das Samsung Omnia besitzt etwa 200 MB Hauptspeicher (davon jeweils 100 MB Programm- und Datenspeicher), sowie einen 8 bzw. 16 GB großen (je nach Ausstattungsversion) internen Speicher. Zusätzlich kann der Speicherplatz durch eine microSDHC-Speicherkarte um maximal 16 GB erweitert werden. Zu dem integrierten GPS-Empfänger gibt es je nach Anbieter bei den meisten Paketen eine kostenlose Route66-Navigationssoftware mit Kartenmaterial für Deutschland, Österreich und die Schweiz.
Schnittstellen: Multifunktionsbuchse; WLAN 802.11b/g; Bluetooth 2.1 mit A2DP

Mobilfunk: EDGE und Quadband GSM; UMTS, HSDPA, GPRS.
Das Omnia wird mit Opera Mobile als Web-Browser und Office Mobile ausgeliefert. Es unterstützt Push, DLNA und RSS-Web-Feeds.

## Spezifikationen

### Display
- 3,2″-TFT-Touchscreen mit einer Auflösung von 240 × 400 Pixeln (WQVGA) und 65.536 Farben.

### Gehäusefarben
Das Omnia ist in drei Farben erhältlich:
- Modern Black (Modernes Schwarz)
- Light White (Helles Weiß)
- Purple (Lila bis Violett)

### Eckdaten
Abmessungen: 112,0 × 56,9 × 12,5 mm

Gewicht mit Akku: ca. 125 g

### Akku
- Lithium-Polymer, 1440 mAh
- Sprechzeit: bis zu 10 Stunden
- Standby: bis zu 450 Stunden

### Verbindung
Das Samsung Omnia unterstützt alle gängigen Übertragungsprotokolle, die ein problemloses Streamen von Audio- und Videodaten ermöglichen.
Verbindungsmöglichkeiten:
- GSM mit EDGE
- UMTS mit HSDPA
- WLAN
- WAP
- Bluetooth mit einer Reichweite von rund zehn Metern
- GPRS-Modem für die Einwahl ins Internet
- RSAP SIM-Access-Profile
- Synchronisation mit anderen PCs
- USB-Massenspeicher
- TV-Ausgang

### Sonstiges
Oft werden auf diesen Handys inoffizielle, durch Benutzer modifizierte Softwareversionen verwendet. Diese werden durch sogenanntes Flashen auf das Handy gebracht. Somit werden zum Beispiel auch inoffizielle Versionen von Windows Mobile 6.5 auf dem Omnia genutzt, obwohl sie nicht explizit für das Gerät entwickelt wurden. Ebenso kann der TouchFlo, der speziell für HTC-Handys entwickelt wurde, auch auf dem Samsung Omnia genutzt werden. Durch das Projekt Andromnia gibt es auch die Möglichkeit, Android-Betriebssystem auf dem Omnia zu installieren.